# Emilija Milovanović
Emilija Milovanović est une ancienne joueuse de volley-ball serbe née le 7 août 1989 à Jagodina. Elle mesure 1,82 m et jouait au poste de passeuse. 

## Clubs
| Club                   | De        | À         |
| ---------------------- | --------- | --------- |
| ŽOK Jagodina           | 2004-2005 | 2007-2008 |
| OK Radnički Kragujevac | 2008-2009 | 2009-2010 |
| OK Smeč 5 Kragujevac   | 2010-2011 | 2010-2011 |
| Luka Bar               | 2011-2012 | 2011-2012 |
| ŽOK Dinamo             | 2012-2013 | 2012-2013 |
| Panathinaikos Athènes  | 2013-2014 | 2013-2014 |
| Hainaut Volley         | 2014-2015 | 2014-2015 |
| Pannaxiakos A.O. Naxos | 2015-2016 | 2015-2016 |
| ŽOK Dinamo             | 2016-2017 | 2016-2017 |

## Palmarès
- Championnat du Monténégro
  - Finaliste : 2012.
- Coupe du Monténégro
  - Vainqueur : 2012.